# Oparino (Kirow)
Oparino (russisch Опа́рино) ist eine Siedlung städtischen Typs in der Oblast Kirow in Russland mit 4440 Einwohnern (Stand 14. Oktober 2010).

## Geographie

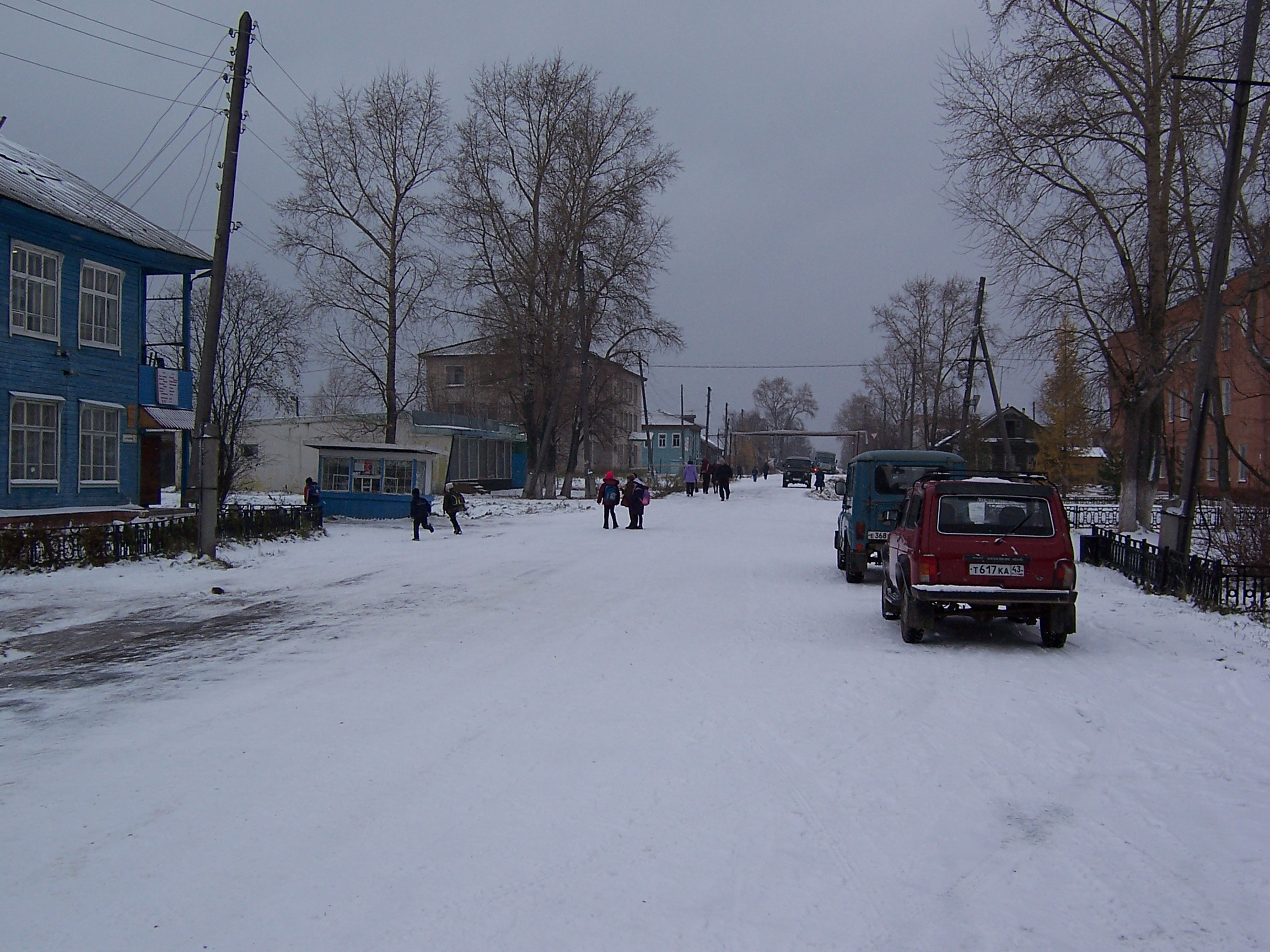
Straße in Oparino

Der Ort liegt etwa 160 km Luftlinie nordwestlich des Oblastverwaltungszentrums Kirow gut 10 km von der Grenze zur Republik Komi. Er befindet sich einige Kilometer vom linken Ufer des Oberlaufes der Lusa entfernt.
Oparino ist Verwaltungszentrum des Rajons Oparinski sowie Sitz der Stadtgemeinde Oparinskoje gorodskoje posselenije, zu der außerdem das Dorf Kultura (2 km südwestlich) und die Siedlungen Latyschski (12 km nordwestlich) und Tschursja (25 km nordwestlich, auf dem Territorium der Republik Komi) gehören.

## Geschichte
Der Ort entstand 1899 im Zusammenhang mit dem Bau der Eisenbahnstrecke (Perm –) Wjatka – Kotlas. Er gehörte zunächst zum Ujesd Nikolsk des Gouvernements Wologda und wurde 1911 Sitz einer Wolost.
Am 10. April 1924 wurde Oparino Verwaltungssitz eines neu geschaffenen, nach ihm benannten Rajons zunächst im Bestand des Gouvernement Nördliche Dwina, ab 1929 des Nördlichen Krai, ab 1936 der Nördlichen Oblast, ab 1937 des Oblast Archangelsk und schließlich seit 17. Januar 1941 der Oblast Kirow. 1942 erhielt der Ort den Status einer Siedlung städtischen Typs. Vom 1. Dezember 1959 bis 30. Dezember 1966 war der Rajon zwischenzeitlich aufgelöst, und Oparino gehörte zum Muraschinski rajon.

### Bevölkerungsentwicklung
| Jahr | Einwohner |
| ---- | --------- |
| 1939 | 3709      |
| 1959 | 6485      |
| 1970 | 6576      |
| 1979 | 6880      |
| 1989 | 5862      |
| 2002 | 5142      |
| 2010 | 4440      |

Anmerkung: Volkszählungsdaten

## Verkehr
Oparino besitzt einen Bahnhof bei Kilometer 185 der 1899 eröffneten Eisenbahnstrecke Kirow – Kotlas. Seit den 1950er-Jahren ist die schmalspurige Waldbahn Oparino in nordöstlicher Richtung in Betrieb. Deren Netz hatte in den 1970er-Jahren eine maximale Ausdehnung von über 150 km, heute (2016) noch etwa 75 km.
Nach Oparino führt die Regionalstraße 33R-026, die im südöstlich benachbarten, gut 60 km entfernten Rajonzentrum Muraschi von der föderalen Fernstraße R176 Wjatka Tscheboksary – Syktywkar abzweigt und Teil der im Bau befindlichen Verbindung Kirow – Kotlas – Archangelsk ist. In südwestlicher Richtung zweigt die 33N-080 ins benachbarte, etwa 120 km entfernte Rajonzentrum Darowskoi ab.